# 子供鉄道の一覧
子供鉄道の一覧では、社会主義諸国に作られた狭軌鉄道のうち、子供対象の実習兼教育施設をまとめる。旧ソビエト連邦と東ヨーロッパを中心に現存する所在地を列挙し、ドイツに関しては撤去された箇所も含める。

## アルメニア
- エレバン : エレバン子供鉄道

## ウクライナ
- キーウ
- ザポリージャ
- ドニプロペトロウシク
- ドネツィク
- ハルキウ
- ルーツィク
- リーウネ
- リヴィウ

## ウズベキスタン
- タシュケント

## カザフスタン
- アルマトイ
- カラガンダ

## グルジア
- トビリシ

## スロバキア
- コシツェ : チェルメリュ鉄道

## 中華人民共和国
- ハルビン

## ドイツ
- ヴァターオーデ（運休中）
- クリスペンドルフ
- ケムニッツ
- ゲルリッツ
- ゲーラ
- コトブス
- ドレスデン
- ハレ (ザーレ)、ザクセン＝アンハルト州
- プラウエン
- ベルリン
- ベルンブルク
- マグデブルク（1967年廃止）
- ライプツィヒ

## ハンガリー
- ブダペスト : ブダペスト子供鉄道

## ブルガリア
- プロヴディフ

## ベラルーシ
- ミンスク

## ポーランド
- ホジュフ
- ポズナン（現在は市により運行）

## ロシア

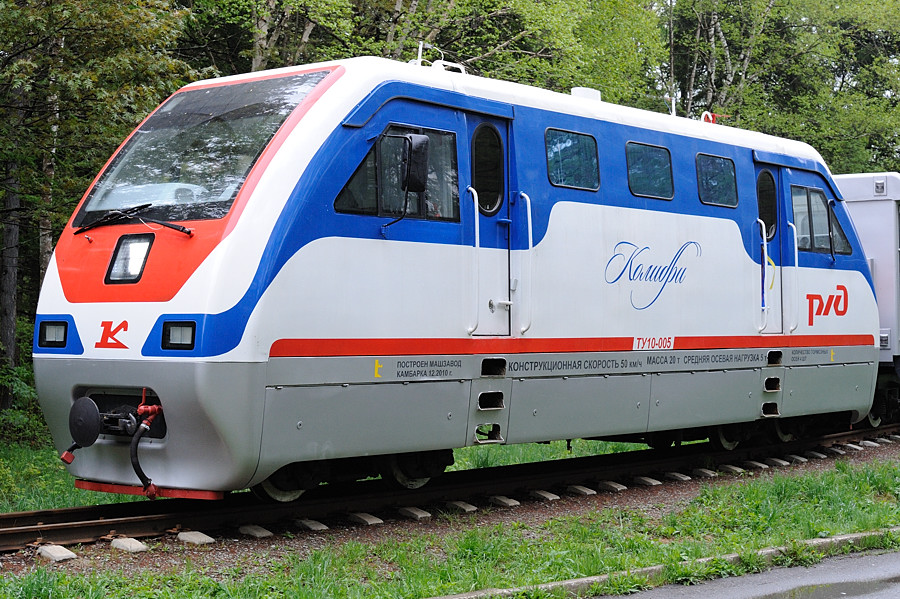
ユジノサハリンスク・ガガーリン公園内の子供鉄道

- イルクーツク
- ヴォルゴグラード
- ウファ
- ウラジカフカス
- エカテリンブルク
- オレンブルク
- カザン
- クラスノヤルスク
- クラトヴォ
- クルガン
- サンクトペテルブルク
- スヴォボードヌイ
- チタ
- チェリャビンスク
- チュメニ
- ニジニ・ノヴゴロド
- ノヴォシビルスク
- ノヴォモスコフスク
- ハバロフスク
- ペンザ
- ヤロスラヴリ
- ユジノサハリンスク
- ロストフ・ナ・ドヌ